# 1212
سنة 1212 كانت سنة كبيسة تبدأ يوم الأحد (الرابط يظهر نموذج التقويم الكامل للسنة) من التقويم اليولياني.

## أحداث
- 16 يوليو - معركة العُقاب أو معركة لاس نافاس دي تولوسا في شبه جزيرة أيبيريا. انتصر الملك ألفونسو الثامن من قشتالة ومنافسوه السياسيين على قوات [وضح من هو المقصود ؟].

## مواليد
- أبو الحسن الششتري.
- مالاتيستا دا فيروكيو.
- إيزابيلا الثانية (القدس).
- ابن سهل الأندلسي.
- مالاتيستا دا فيروكيو.
- إبراهيم بن أبي بكر الأنصاري.

## وفيات
- فسيفولود الثالث العش الكبير.
- أبو الفرج البغدادي - عالِم وفقيه بغدادي.
- ابن خروف.
- سانشو الأول ملك البرتغال.
- علي بن منصور الأزجي.